# Zeven

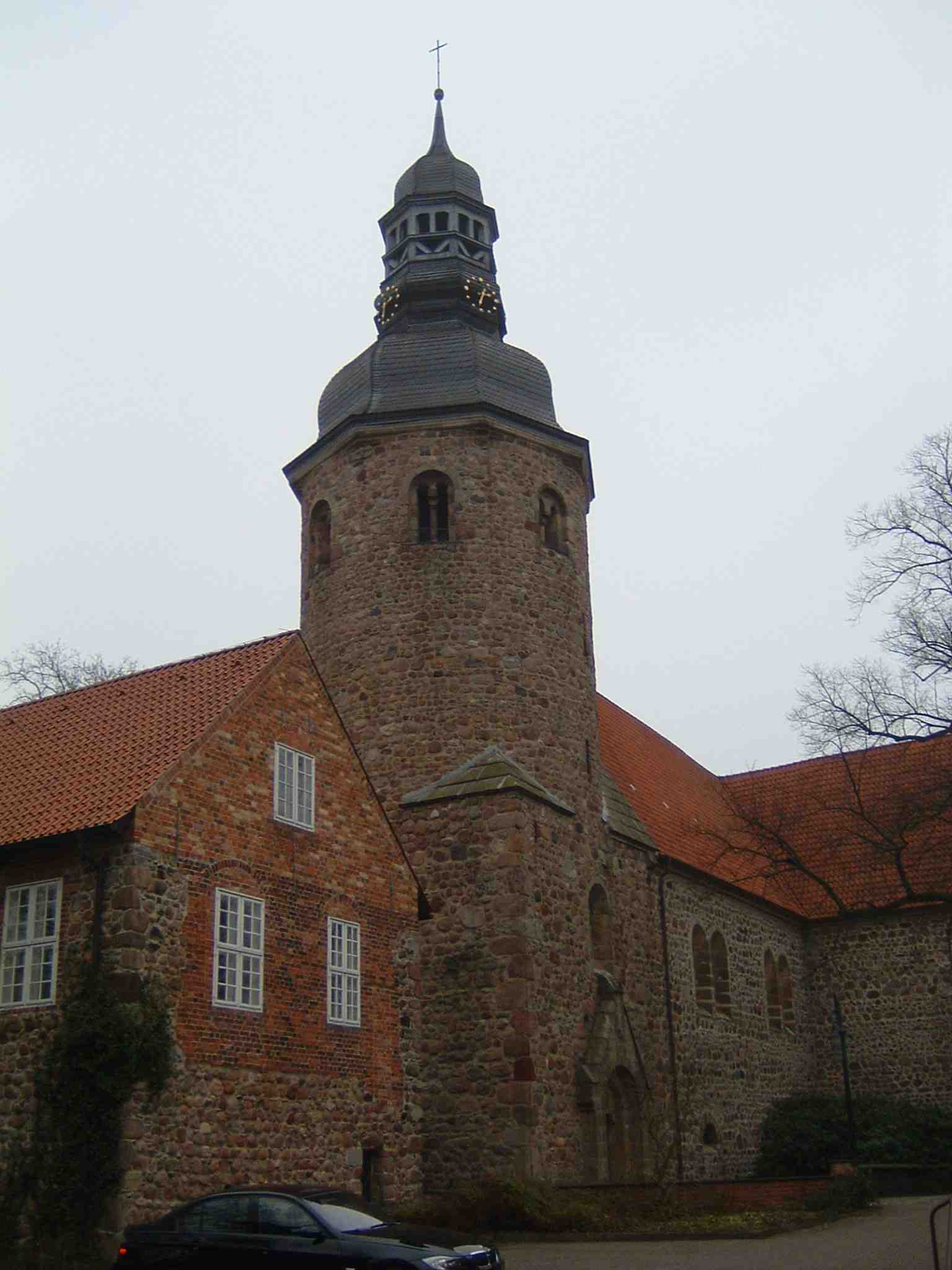
Kościół z budynkiem klasztornym

Zeven – miasto w Niemczech, w kraju związkowym Dolna Saksonia, w powiecie Rotenburg (Wümme), siedziba gminy zbiorowej Zeven.

## Geografia
Zeven położony jest ok. 24 km na północny wschód od Bremy i 24 km na północ od Rotenburg (Wümme).
Przez Zeven przebiega droga krajowa B71.